# Cartel Alfa
La Cartel Alfa (Confederația Naționala Sindicală "Cartel Alfa" : « Confédération nationale syndicale "Cartel Alfa" ») est une confédération syndicale roumaine fondée en 1990 d'inspiration chrétienne et affiliée à la Confédération syndicale internationale et à la Confédération européenne des syndicats